# 小行星7443
小行星7443（英語：7443 Tsumura）是一颗围绕太阳公转的小行星。1996年1月26日，小林隆男在大泉町发现了此天体。
这颗小行星的绝对星等为180.1526690232664等。